# Alici marinate
Le alici marinate sono un piatto tipico della Campania e della Puglia, molto diffuso nel Cilento, e più in generale tipico delle zone che costeggiano il mare; riconosciute dal Ministero delle politiche agricole alimentari e forestali come prodotto agroalimentare tradizionale pugliese e riportate nell'elenco della ventesima revisione. 

## Descrizione
Le alici marinate vengono servite come antipasto freddo o in alternativa come secondo piatto, che può essere conservato in frigo anche per diversi giorni. 
Rappresenta una ricetta povera, facile da preparare.

## Preparazione
Per la realizzazione della ricetta occorre pulire le alici, provvedendo a eliminare la testa e le interiora per ottenerne dei filetti che, dopo essere stati lavati con cura, vengono abbattuti per almeno 24 ore, come previsto dalle attuali normative vigenti, al fine di garantire l'eliminazione di eventuali parassiti. 

I filetti decongelati vengono poi immersi per alcune ore in una marinatura formata da aceto e limone (o uno solo di questi ultimi), e conditi con prezzemolo, aglio, limone, sale e pepe. 

La marinatura è una tecnica di cottura tradizionale che richiede tempi diversi in funzione della sua composizione: circa dodici ore se avviene in aceto, tre o quattro ore per quella in limone, e circa cinque ore nel caso di un mix di entrambi come vuole la ricetta classica. In Spagna sono serviti come Tapa, e si preparano con l'aggiunta di qualche oliva 

### Annotazioni
1. ↑  La circolare del Ministero della Sanità del 1992 prescrive che, al fine di essere reso idoneo alla commestibilità nei locali pubblici, il pesce deve essere portato a una temperatura inferiore a -20 °C per un periodo continuativo minimo di 24 ore onde eliminare il pericolo di intossicazione da parte del parassita noto come anisakis, che vive nell'intestino del pesce e che può provocare danni all'organismo umano [5].

### Fonti
1. 1 2   dati ufficiali del Ministero delle politiche agricole alimentari e forestali, su gazzettaufficiale.it. URL consultato il 26 dicembre 2020.
2. ↑  Ministero delle politiche agricole alimentari e forestali (2020) - ventesima revisione Mipaaf - Ventesima revisione dell'elenco dei prodotti agroalimentari tradizionali (pp. 60-64).
3. ↑   L’alice, regina povera della pesca cilentana, su Vinit guida enogastronomica. URL consultato l'11 giugno 2014.
4. 1 2 3   Ricetta Alici marinate, su GialloZafferano.it. URL consultato l'11 giugno 2014.
5. ↑   Ministero della Sanità, Circolare 11 marzo 1992, n. 10 : Direttive e raccomandazioni in merito alla presenza di larve di Anisakis nel pesce, in Gazzetta Ufficiale della Repubblica Italiana, Serie Generale, n. 62, 14 marzo 1992. URL consultato il 16 aprile 2015.